# CA Banfield
Club Atlético Banfield jest klubem piłkarskim z wioski Banfield będącej częścią zespołu miejskiego (aglomeracji) Buenos Aires, 14 km na południe od stolicy Argentyny w granicach administracyjnych. Klub założony został w roku 1896 i został nazwany na cześć Edwarda Banfielda, kierownika kompanii kolejowej Gran Ferrocarril Sur.
Klub zwany jest także El Talardo (wiertło), odkąd w roku 1930 gazeta El Pampero stwierdziła, że napastnicy drużyny Banfield "przewiercają się" przez obronę rywali.

## Osiągnięcia

### Era amatorska
- Wicemistrz Argentyny: 1920, 1934
- Copa de Honor Municipalidad de Buenos Aires: 1920

Finał: Banfield – Boca Juniors 2:1
Zwycięzcy Copa de Honor mieli grać w międzynarodowym pucharze organizowanym przez firmę Cousenier (producent napojów alkoholowych), która była fundatorem pucharu. W pucharze grać mieli członkowie ligi urugwajskiej, reprezentanci argentyńskiego związku piłkarskiego i piłkarskiej ligi Rosario. Finał miał odbyć się w Montevideo. Banfield zrezygnował z występu w meczu finałowym.

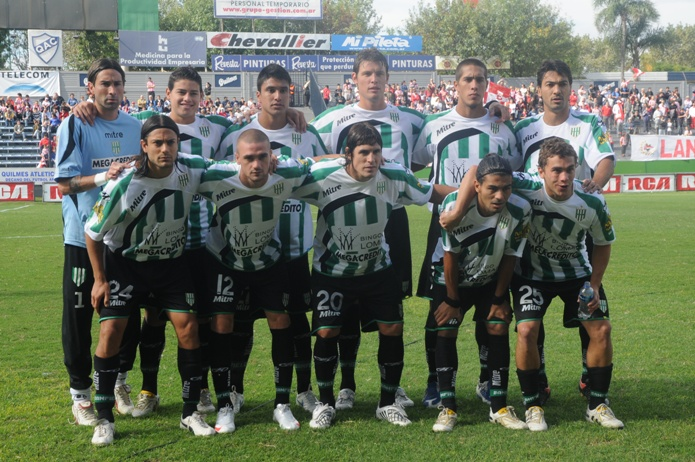
2010

### Era profesjonalna
Primera división argentina – pierwsza liga Argentyny
- Mistrz: 2009/2010 (Apertura)
- Wicemistrz: 1951, 2004/05 (Clausura)
- Trzecie miejsce: 2003/2004 (Apertura)

Primera B Nacional Argentina – druga liga Argentyny
- Mistrz: 1939, 1946, 1962, 1973, 1992/1992, 2000/2001
- Awans do I ligi w barażach: 1986/1987

### Udział w międzynarodowych pucharach
- Copa Libertadores: 2005 (ćwierćfinał)
- Copa Sudamericana: 2004
- Torneo de Verano 2005 (Ciudad del Este, Paragwaj): 2005 (Letni turniej towarzyski[2]

## Kluby - filie
- Według argentyńskich prowincji
| Prowincja           | Nazwa klubu-filii                          | Liga                          | Adres                                                      |
| ------------------- | ------------------------------------------ | ----------------------------- | ---------------------------------------------------------- |
| Chaco               | Atlético y Deportivo BANFIELD              | Liga Saezpeñense de Fútbol    | Rivadavia 547 – (3700) Roque S. Peña                       |
| Entre Ríos          | Club BANFIELD                              | Liga Victoriense de Fútbol    | de Fútbol San Juan s/n - (3153) Victoria                   |
| Entre Ríos          | Club Atlético BANFIELD                     | Liga Paranaense de Fútbol     | de Fútbol (3100) Paraná                                    |
| Buenos Aires        | Club Atlético BANFIELD                     | Liga Deportiva Sampedrina     | 11 de Setiembre 1220 – (2930) San Pedro                    |
| Buenos Aires        | Club Atlético BANFIELD de Mar del Plata    | Liga Marplatense de Fútbol    | Triunvirato 1331 – (7600) Mar del Plata                    |
| Córdoba             | Club Deportivo BANFIELD                    | Asoc. Cordobesa de Fútbol     | López y Planes 2786 – (5500) Cordoba                       |
| Córdoba             | Club Atlético BANFIELD                     | Liga de Fútbol de Alta Gracia | Cervantes y 24 De Septiembre - (5186) Alta Gracia          |
| Formosa             | Club Atlético BANFIELD                     | Liga Formoseña de Fútbol      | T. 139 "E", Bo. Guadalupe - (3600) Formosa                 |
| Mendoza             | Club Deportivo BANFIELD                    | Liga Sancarlina de Fútbol     | Guevara s/n - (5569) Tres Esquinas                         |
| San Juan            | Club Sportivo BANFIELD                     | Liga Veinticinqueña de Fútbol | M. Moreno s/n - (5443) Las Casuarinas                      |
| Santa Fe            | Club Atlético DEFENSORES DE BANFIELD       | Liga Casildense de Fútbol     | Mitre 1937 – (2170) Casilda - 19 November 1914             |
| Santiago del Estero | Club Atlético BANFIELD                     | Liga Santiagueña de Fútbol    | (4300) La Banda                                            |
| La Pampa            | Peña Banfileña de Castex (założony w 1996) | -                             | Contakt z Mr. Domingo F. Vidal lub Aldo Montaldo w mieście |